# Love (musikalbum av The Beatles)
Love är ett album av The Beatles, som släpptes i november 2006. Gruppens producent George Martin och hans son Giles skapade nya ljudbakgrunder baserade på alla tillgängliga studioinspelningar med Beatles från Abbey Road.
Om albumet sa George Martin att ”den här musiken är specialgjord för föreställningen LOVE i Las Vegas, men under resans lopp har vi också skapat ett nytt album med The Beatles”.

## Låtar på albumet
1. "Because" – 2:44
2. "Get Back" – 2:05 innehåller delar av "A Hard Day's Night" och "The End"
3. "Glass Onion" – 1:20
4. "Eleanor Rigby" / "Julia" – 3:05
5. "I Am the Walrus" – 4:28
6. "I Want to Hold Your Hand" – 1:26
7. "Drive My Car" / "The Word" / "What You're Doing" – 1:54
8. "Gnik Nus" – 0:55
9. "Something" / "Blue Jay Way" – 3:29 innehåller delar av "Nowhere Man"
10. "Being for the Benefit of Mr. Kite!" / "I Want You (She's So Heavy)" / "Helter Skelter" – 3:22
11. "Help!" – 2:18
12. "Blackbird"/"Yesterday" – 2:31
13. "Strawberry Fields Forever" – 4:31 innehåller delar av "Hello, Goodbye", "Baby You're a Rich Man", "Penny Lane", och "Piggies"
14. "Within You Without You" / "Tomorrow Never Knows" (Harrison, Lennon/McCartney) – 3:07
15. "Lucy in the Sky with Diamonds" – 4:10
16. "Octopus's Garden" (Ringo Starr) – 3:18
17. "Lady Madonna" – 2:56 innehåller delar av "Hey Bulldog", och "Why Don't We Do It in the Road?"
18. "Here Comes the Sun" / "The Inner Light" – 4:18
19. "Come Together" / "Dear Prudence" / "Cry Baby Cry" – 4:45
20. "Revolution" – 2:14
21. "Back in the USSR" – 1:54
22. "While My Guitar Gently Weeps" (Harrison) – 3:46
23. "A Day in the Life" – 5:08
24. "Hey Jude" – 3:58
25. "Sgt. Pepper's Lonely Hearts Club Band (repris)" – 1:22
26. "All You Need Is Love" – 3:38